# Ein Mädchen von 16 ½
Ein Mädchen von 16 ½ ist ein in der Deutschen Demokratischen Republik entstandener Spielfilm des DEFA-Regisseurs Carl Ballhaus.

## Handlung
Helga, die im Zweiten Weltkrieg ihre Eltern verlor, wächst bei einer Tante auf. Eines Tages läuft sie dieser davon und fährt heimlich nach Berlin, wo sie endlich etwas erleben möchte. Nachts macht sie dort verschiedene Männerbekanntschaften und wird schließlich von der Polizei verhaftet, die ihre Unterbringung in einem Jugendwerkhof veranlasst. Dort verliebt sich Rolf in sie, mit dem sie bereits einen gemeinsamen, jedoch gescheiterten Fluchtversuch über die Innerdeutsche Grenze unternommen hatte.
Helga denkt noch immer an den zwielichtigen Egon, den sie auf ihren abendlichen Streifzügen in Berlin kennenlernte. Sie glaubt, dass sie mit ihm ein angenehmes Leben haben könnte, und dass er sie versteht. So flieht sie aus dem Werkhof, um ihn zu suchen. Als sie ihn endlich in einer Bar entdeckt, ist er völlig mittellos und heruntergekommen. Um wieder zu Geld zu kommen, will er sie auf den Strich schicken. Helga fühlt sich betrogen und begreift, dass das nicht der richtige Weg für sie ist. Sie kehrt freiwillig in den Jugendwerkhof zurück – und zu Rolf.

## Produktion und Veröffentlichung
Die Drehbuchautorin Ilse Czech-Kuckhoff arbeitete selbst mehrere Jahre als Heimerzieherin, bevor sie Schriftstellerin wurde. In dem Film hat sie einige ihrer Erlebnisse verarbeitet.
Ein Mädchen von 16 ½ wurde unter dem Arbeitstitel Das Mädchen vom Werkhof als Schwarzweißfilm gedreht und hatte seine Uraufführung am 16. Mai 1958 im Ost-Berliner Kino Colosseum.
Er wurde bisher weder auf VHS noch als DVD oder Blu-ray Disc veröffentlicht.

## Kritik
Der Filmdienst bezeichnet den Film als psychologisch und pädagogisch mangelhaft, der in seiner Art einen formalen und uneinheitlichen Eindruck vermittelt.